# Ascosalsum
Ascosalsum — рід грибів родини Halosphaeriaceae. Назва вперше опублікована 2003 року.

## Класифікація
До роду Ascosalsum відносять 3 види:
- Ascosalsum cincinnatulum
- Ascosalsum unicaudatum
- Ascosalsum viscidulum